# Nghi Xuân (xã)
Nghi Xuân là một xã thuộc thành phố Vinh, tỉnh Nghệ An, Việt Nam.
Xã có diện tích 6,21 km², dân số năm 1999 là 8.821 người, mật độ dân số đạt 1.420 người/km².

## Địa Lý - Hành Chính
Nghi Xuân sơ khai gồm 16 xóm bao gồm:
Xóm Lộc Mỹ ; Xóm Yên Thịnh; Xóm Tân Nghĩa	;	Xóm Tiên Lạc; Xóm Xuân Cảnh	;	Xóm Xuân Dương; Xóm Xuân Giang	;	Xóm Xuân Khánh	;  Xóm Xuân Lan	;	Xóm Xuân Lộc	; Xóm Xuân Phúc	;	Xóm Xuân Sơn ; Xóm Xuân Tân	;	Xóm Xuân Tình; Xóm Xuân Trang	;	Xóm Xuân Yên.
Năm 2002 Tách một phần Xóm Xuân Trang lập 2 xóm mới: Xuân Trang và Phong Hồ. Tách một phần Xóm Xuân Cảnh lập 2 xóm mới: Xuân Cảnh và Vạn Xuân. 

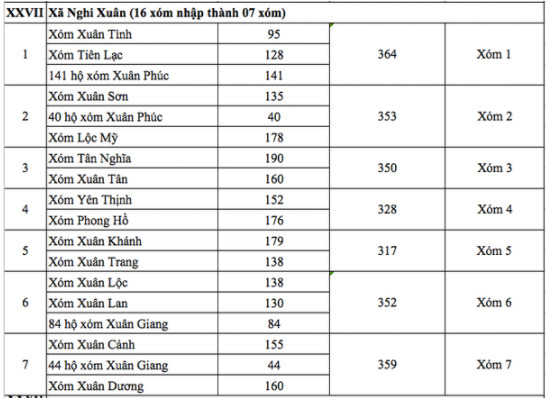

Theo Nghị quyết HĐND tỉnh Nghệ An khóa XVII (2019) Xã Nghi Xuân sát nhập 17 xóm còn lại 7 Xóm.